# Kepler-220 b
Kepler-220 b è un pianeta extrasolare orbitante attorno alla stella Kepler-220. È stato scoperto nel 2014 con il metodo del transito, analizzando i dati del telescopio spaziale Kepler. Con un raggio dell'80% di quello terrestre, è il più piccolo di un sistema planetario composto da 4 pianeti, ed è anche il più vicino alla stella.

## Parametri orbitali
Kepler-220 b è il primo pianeta conosciuto in ordine di distanza dalla sua stella madre Kepler-220 e orbita ad appena 0,05 unità astronomiche da essa (circa 7,5 milioni di chilometri contro gli oltre 150 milioni che separano la Terra dal Sole). Vista questa vicinanza è probabilmente in rotazione sincrona con la stella e pertanto non possiede un periodo di rotazione, in quanto esso combacia con quello di rivoluzione, che è di soli 4,16 giorni. Compie un'orbita quasi completamente circolare ed è inclinato di appena 0,356° rispetto al piano equatoriale della sua stella.
Vista la sua vicinanza con la stella il pianeta è molto distante dalla zona abitabile di Kepler-220, la quale si trova tra le 0,34 e le 0,84 unità astronomiche (ovvero tra 51 e 126 milioni di chilometri). Kepler-220 b è molto più interno rispetto a questa cifra, e perciò è impossibile che sulla sua superficie ci siano zone in cui possa esserci acqua allo stato liquido.
A causa della risonanza orbitale dei tre vicini pianeti, Kepler-220 c, Kepler-220 d e Kepler-220 e, il pianeta talvolta può avere alcuni sbalzi nella sua orbita venendo allontanato dalla stella di qualche milione di chilometri, tornando però quasi subito al suo posto. Queste perturbazioni sono dovute soprattutto a Kepler-220 c, una Super Terra molto calda che orbita a poca distanza da Kepler-220 b.

## Formazione
Kepler-220 b si è formato probabilmente insieme alla sua stella circa sei miliardi di anni fa dalla nebulosa planetaria che ha dato origine a tutto il suo sistema solare. Per gli astronomi non è ancora chiaro come un corpo celeste di queste dimensioni si sia potuto formare ad una tale vicinanza alla sua stella, in quanto a quella distanza le forze mareali generata da essa avrebbero dovuto impedirne la formazione. È considerato uno dei pianeti più vicini alla sua stella di tutto il cosmo conosciuto, superato solo da pochissimi corpi celesti, come ad esempio Kepler-78 b.
Un'ipotesi plausibile potrebbe essere che il pianeta si sia formato in un altro luogo del suo sistema solare e che poi si sia spostato più internamente. Ciò è teoricamente possibile vista la presenza di altri tre pianeti conosciuti nel sistema, tutti più grandi di Kepler-220 b, che potrebbero averlo attirato verso l'interno. Potrebbero inoltre esistere altri pianeti più grandi nel sistema solare di Kepler-220 a noi ancora sconosciuti che potrebbero averlo spinto verso la stella.

## Caratteristiche fisiche
Kepler-220 b è poco più grande di Marte, ed è quindi probabile che, come esso, possegga una crosta rocciosa, un mantello e un nucleo molto caldo. Tuttavia, a causa della vicinanza con la sua stella, il pianeta è soggetto alle forze mareali esercitate da questa che causano possenti eruzioni vulcaniche, smottamenti tellurici e terremoti continui su tutta la superficie. Inoltre, essendo in rotazione sincrona, tali fenomeni sono soprattutto concentrati sulla faccia rivolta verso la stella, mentre quella opposta subirebbe un impatto minore.
A causa della rotazione sincrona una faccia del pianeta è sempre illuminata e un'altra è costantemente all'oscuro, e ciò provoca un gradiente di temperatura enorme che scatena venti e tempeste di sabbia o di silicio in tutto il globo. La temperatura superficiale della faccia oscurata, grazie all'azione dei venti, è di circa 536 °C o 997 °F; è ignota la temperatura della faccia illuminata, ma è probabile che superi gli 800 °C o 1300 °F. Inoltre, durante i brillamenti stellari, la temperatura potrebbe salire ancora. Nel caso il pianeta possedesse un debole campo magnetico, le aurore boreali e australi sarebbero evidenti solo nella parte oscurata dei poli.
È assai improbabile che un pianeta tanto vicino alla sua stella possegga un qualche tipo di satellite naturale o anelli orbitanti intorno ad esso, poiché l'attrazione gravitazionale della sua stella li renderebbe instabili e li farebbe precipitare sul pianeta o sulla corona di Kepler-220. Pertanto gli unici satelliti che Kepler-220 b potrebbe possedere sarebbero piccoli asteroidi, simili alle lune di Marte Phobos e Deimos.